# Santa Maria ai Monti (titolo cardinalizio)
Santa Maria ai Monti (in latino: Titulus Sanctae Mariae ad Montes) è un titolo cardinalizio istituito da papa Giovanni XXIII il 12 marzo 1960 con la costituzione apostolica E sacris almae. Il titolo insiste sulla chiesa di Santa Maria ai Monti, sita nel rione Monti e sede parrocchiale dal 1º novembre 1824.
Dal 27 agosto 2022 il titolare è il cardinale Jean-Marc Aveline, arcivescovo metropolita di Marsiglia.

## Titolari
- Rufino Jiao Santos (31 marzo 1960 - 3 settembre 1973 deceduto)
  - Titolo vacante (1973 - 1976)
- Jaime Lachica Sin (24 maggio 1976 - 21 giugno 2005 deceduto)
- Jorge Liberato Urosa Savino (24 marzo 2006 - 23 settembre 2021 deceduto)
- Jean-Marc Aveline, dal 27 agosto 2022